# Hoya onychoides
Hoya onychoides är en oleanderväxtart som beskrevs av P.I. Forster, D.J. Liddle och I.M. Liddle. Hoya onychoides ingår i släktet Hoya och familjen oleanderväxter. Inga underarter finns listade i Catalogue of Life.